# ダンジョンズ&ドラゴンズ第3版
ダンジョンズ&ドラゴンズ第3版（ダンジョンズ アンド ドラゴンズ だいさんはん、Dungeons & Dragons 3rd Edition）とは、テーブルトークRPG(TRPG）「ダンジョンズ&ドラゴンズ」(以後、D&Dと略）シリーズのルールバージョンの1つである。アメリカ合衆国でウィザーズ・オブ・ザ・コースト(WotC)社により発売され、日本でも株式会社ホビージャパンによって翻訳発売された。

## 概要
ダンジョンズ&ドラゴンズ#系譜にて記載されたように、D&D第3版は実際にはアドバンスト・ダンジョンズ&ドラゴンズ(以後、AD&Dと略)の第3版である。2000年以前まではD&Dブランドは入門者向けの「ダンジョンズ&ドラゴンズ」(D&D）と上級者向けの「アドバンスト・ダンジョンズ&ドラゴンズ」(AD&D)の2つのラインがあったのだが、入門者向けの「ダンジョンズ&ドラゴンズ」が1990年代にはほとんど展開がなかったため、このラインを公式に停止。そして、それまで「アドバンスト・ダンジョンズ&ドラゴンズ」(AD&D)と呼ばれていたものが、ただ「ダンジョンズ&ドラゴンズ」(D&D)とのみ呼ばれるようになったのである。入門者向けの「ダンジョンズ&ドラゴンズ」についてはクラシック・ダンジョンズ&ドラゴンズの項を参照。
D&D第3版はD&Dブランドの版権を有していたTSR社が1997年にウィザーズ・オブ・ザ・コースト(WotC)社に買収されたことから始まったプロジェクトである。D&Dブランドの版権を入手したWotCはその直後から「新しいD&D」の開発を開始。3年の期間を経て2000年に「ダンジョンズ&ドラゴンズ第3版」(Dungeons & Dragons 3rd Edition)の名でリリースした。
Dungeons & Dragons 3rd Edition（D&D第3版）
2000年発売。ルール大系が大幅に見直され、今までのクラシックD&DおよびAD&Dとは異なる点が多い。新しく作られたルールシステムの根幹部分は「d20システム」の名前で無料公開され、WotCとライセンスを結ぶことで商業利用ができるようになった。この結果、様々なメーカーからd20システムを使った独自製品が発売され、その中にはD&D3版とルール・データ的に完全な互換性を持つものも多くある（つまり、実質的にD&D3版のサプリメントとして使用できる）。
AD&D第2版では数多くのキャンペーンセッティング（世界設定集）を出していたが、D&D3版では大幅に整理され、主要なキャンペーンセッティングはグレイホークとフォーゴトン・レルムの2つに絞られた（エベロンは3.5版）。ただし、d20システムで様々な世界観のゲームが出ているため「D&D第3版のルールで使用できる世界設定」という意味ではAD&D第2版を超える数がある。
AD&D第2版では、サプリメントを追加してもルール大系を出来る限り変化させないことを意識していたが、展開の後期には基本ルールブックに書かれたルール内容を変化させるサプリメントをいくつか発売していた。D&D第3版ではこの点はより徹底され、サプリメントはあくまでデータ面の追加が中心となり、基本ルールを変更するようなものはできる限り抑えられている（ただし、ルールを「追加」するものはそれなりにある）。このあり方は3版の展開が終了するまで貫かれ、シナリオ集の多くは後期に出たものでも基本ルールブックさえあれば遊べるようになっている（敵のデータなどはシナリオ集にすでに書き込まれているため、モンスターデータの追加サプリもシナリオ集を遊ぶには必ずしも必要なかった）。
日本語版はホビージャパンから2002年末に発売。翻訳にかかる経費や原書のフルカラー印刷を再現したコストにより、基本ルールブックのサプリメントも国産の一般的なTRPG製品の倍近い価格帯のリリースとなったが、固定客層をつかむことに成功し、順調に関連製品を発売していった。
Dungeons & Dragons v.3.5（D&D第3.5版）
2003年発売。D&D第3版を遊んだユーザーからの不満の声などをフィードバックして作られた改訂版。クラスや特技、呪文などのデータバランスが全般的に見直されている。ルール大系についてはわかりにくかった部分に若干の整理がされているが、基本的に変化していない。
第3.5版は、「d20システムのアップグレードであって、D&Dの全面改定というわけではない」と位置づけられており、それゆえにD&D第4版ではなく「第3.5版」と名づけられた。
第3.5版は、第3版と同じく基本ルールブックが三分冊されて発売されている。第3版と第3.5版はシステムがほとんど変わらないため、サプリメントは基本的に互換性がある。しかし、第3版と第3.5版の基本ルールブック同士でデータバランスが大幅に変化しているため、第3版のサプリメントで追加された上級クラスが、3.5版の基本ルールブックのクラスよりも弱体化している、などといったこともある。そのため、3版の頃に出た重要なサプリメントは多くが3.5版対応に内容をアップグレードさせて出しなおされている。その際、3版のサプリメントにはなかった新しい要素なども追加されている。もちろん、第3.5版になって新しく出たサプリメントも数多くある。
D&D第3版の日本語版は2002年末に発売されたが、この時点でアメリカで第3.5版が出ることはすでにアナウンスされていた。3版用のサプリメントのうち内容が3.5版にアップグレードした製品（クラス・サポート・ブックなど）については日本語版ではほとんど翻訳は行われず、2005年に3.5版の日本語版が出てから後に3.5版にアップグレードしたサプリメントの翻訳が行われた。

## ルール面の特徴
D&Dシリーズ全体に共通する要素は、ダンジョンズ&ドラゴンズの項目を参照。ここではD&D第3版に見られる特徴を記述する。

### キャラクター
- プレイヤーズハンドブックに記載されたもっとも基本的な種族は以下。 
  - 人間 - 特技を習得しやすく、マルチクラスの自由度が高い
  - エルフ - 森の妖精的な種族。敏捷力（DEX）が高め。ウィザードと相性が良い。
  - ハーフエルフ - 人間とエルフの混血。ある程度エルフの能力を持ちつつ、マルチクラスの自由度が高い。
  - ハーフオーク - 人間とオークの混血。筋力（STR)が高め。バーバリアンと相性が良い。
  - ドワーフ - 地下に住む小人。耐久力（CON）が高め。ファイターと相性が良い。
  - ノーム - まやかしの術が得意なトリックスターな小人族。耐久力（CON）が高め。バード（3.0では専門化ウィザードの幻術師）と相性が良い。
  - ハーフリング- 草原に住む陽気な小人。敏捷力（DEX）が高め。ローグと相性が良い。
- プレイヤーズハンドブックに記載されたもっとも基本的なキャラクタークラスは以下。
  - バーバリアン - 蛮族。敵に与えるダメージが大きくヒットポイント(HP)も高い。
  - バード - 吟遊詩人。呪歌（まがうた）で仲間の力を補佐し、魔法も使う。
  - クレリック - 僧侶。治癒の技に長けアンデッドを退散できるが、宗派によっては破壊の技に長けアンデッドを威伏させる。
  - ドルイド - ドルイド僧。自然に関する力に長け、動物を相棒として伴える。
  - ファイター - 戦士。力だけでなく「技」にも長けている（ゲーム的には「特技」が多く取れる）。
  - モンク - 「気」を使いこなす格闘家。素手や棍で戦う。
  - パラディン - 聖騎士。邪悪なる者に対しては絶大なる力を発揮。
  - レンジャー - 野伏。弓が得意だが、二刀流での白兵戦も可能。
  - ローグ - ならず者。盗賊行為や急所攻撃が得意。
  - ソーサラー - 妖術師。魔法の呪文を才能で使用する。
  - ウィザード - 魔術師。魔法の呪文を学習によって使用する。特定の分野に専門化した者もいる。
- プレイヤーキャラクターは全てマルチクラスが可能である。D&D3版では自分は取得しているクラスした毎にレベルが存在し、「キャラクターの総合レベル」はクラスレベルの総計になる（ファイター3レベル/ローグ2レベルのキャラクターの総合レベルは5レベル）。
- レベルアップの方法は、経験点を貯めることである。経験点が一定量たまるたびにキャラクターの総合レベルが1あがる。そして、それと同時に、自分が習得しているどのクラスのレベルを1上昇させるか決める。そして、クラスのレベルが上昇することによって新しい技能や特技が得られるようになり、ヒットポイント(HP)なども上昇する。
- マルチクラスしているキャラクターは、どのクラスのレベルをあげていくかは自由である。習得できるクラスの数にも制限がない。ただし、マルチクラスしている場合、全てのクラスのレベルが均等になるように成長させないともらえる経験点にペナルティがつく。ただし、種族毎に「適性クラス」というものが決められており、適性クラスについてはこの均等のルールは除外され、適性クラスのレベルがどれだけ偏っていても経験点にペナルティはつかない。人間とハーフエルフにはレベルが最大のクラスを適性クラスにできるという特典がある。
- 「上級クラス(Prestige Class)」が追加された。これは成長によってある程度の条件を満たしたキャラクターが習得できる特別なクラスであり、マルチクラスの形で習得する。上級クラスは適性クラス扱いとなる。上級クラス毎に習得条件は異なる。
- 「特技(Feat)」が追加された。特技はキャラクターの使う特殊な「技」のようなものであり、主に戦闘に使用される。例えば《強打》の特技を持てば武器攻撃時に命中率を下げることで代わりにダメージを上げることができるようになり、《薙ぎ払い》の特技を持てば一度に複数の敵を攻撃することができるようになる。これらの特技はキャラクターの総合レベルが一定以上になるたびに一つ習得することができる。特技毎に習得に条件があり、クラスのレベルが条件のこともあれば、能力値が一定以上というのが条件のこともある
- アライメントはAD&Dと同じく9種類。
- セービングスローは大幅に整理され、三種類になった。【耐久力】の能力値で抵抗する「頑健ST」（毒などの肉体的なショックへの抵抗）、【敏捷力】の能力値で抵抗する「反応ST」（落とし穴を避けるなど、身のこなしで対処できる状況への抵抗）、【判断力】の能力値で抵抗する「意思ST」（幻術などの精神攻撃への抵抗）の三つである。判定方法も他の行為判定と同じく上方判定であり、「1d20+能力値修正+クラスレベル毎の修正値」がDMの設定した目標値より高ければ成功、という方式である。

### 行為判定
- 行為判定のルールが大幅に整理され、ほぼ全ての判定は「20面体ダイス一つ(1d20)を使用する上方判定」に統一された。ただし、ごく稀にパーセンテージロールが求められる（重い鎧を着ているときの呪文発動失敗判定など）。
- 戦闘以外のほとんどの行為判定は「技能」によって行われる。技能判定は「1d20+技能ランク値+能力値修正」がDMの設定した目標値以上ならば成功、という上方判定。技能ランクはクラスのレベルが上昇するときに上げることができる。技能をもっていない場合に判定可能かどうかは技能によって異なる。

### 戦闘
- 戦闘においては、それまでのD&Dの特徴であった「THAC0表」が廃止。攻撃側は20面体ダイス一つを振りその出目に自分のキャラクターの能力から導き出される命中修正値を足して、その合計値が敵の防御性能を表す「アーマークラス(AC）」以上ならば攻撃は命中する、というルールに変更された。
- 戦闘ルールは四角形のマス目が入ったマップを使って行うことを基本にデザインされており、敵味方の位置などが把握しやすくなっている。これにより、「遮蔽物に隠れて相手の射撃攻撃をあたりにくくする」「挟撃（挟み撃ち）により相手により大きなダメージを与える」などがわかりやすくルール化されるようになった。なお、第3版ではマップを使わずにメジャーで距離を測るというミニチュアゲーム的な戦闘もフォローされていたが、第3.5版ではマス目つきのマップを使う以外のゲームプレイはできなくなった。
- 機会攻撃のルールが導入された。
- それまでのD&Dに比べて格段に死亡しにくくなった。ヒットポイントが0になっても行動不能になるだけで死にはせず、適切な応急処置を行えばすぐに戦線復帰できるようになっている。ただし、ヒットポイントが-10に至れば即死する。

### その他
- それまでは選択ルールだった「マジックアイテムの自作ルール」が基本ルールブックでフォローされるようになった。

## ラインナップ(書籍)
現行のバージョンであるD&D3版及び3,5版のラインナップである。日本語版が出版されたものを中心に記載。英語でのみ書かれているものは日本語版では未訳のもの。

### 基本セット
- 第3版
  - プレイヤーズハンドブック/Players Handbook（｢PHB｣と略称されることもある）
  - ダンジョンマスターズガイド/Dungeon Masters Guide（「DMG」と略称されることもある）
  - モンスターマニュアル/Monster Manual（「MM」と略称されることもある）
- 第3.5版
  - プレイヤーズハンドブック第3.5版/Player's Handbook, Version 3.5
  - ダンジョンマスターズガイド第3.5版/Dungeon Masters Guide, Version 3.5
  - モンスターマニュアル第3.5版/Monster Manual, Version 3.5

### 入門向きセット
3版/3.5版のルールシステムを元に作った簡易ルールを使って遊ぶゲームで、いわゆる「体験版」のようなもの。すぐ遊べるシナリオ、作成済みキャラクター、シナリオの必要なカラーマップ、キャラクターに対応した駒、ダイスなどが入ったボックスセット。
- 第3版
  - Dungeons & Dragons Adventure Game - 第3版の基本ルールブックの少し前に発売された。フィギュアはなくペーパーカウンターが入っている。
- 第3.5版
  - D&D ベーシックセット/Dungeons & Dragons Basic Game - モンスターとPCのプラスチックフィギュアつき。

### サプリメント
- 第3版
  - モンスターマニュアルII/Monster Manual II - 追加モンスター
  - 次元界の書/Manual of the Planes - 神々やデーモンたちの世界の解説と世界観移動についてのガイダンス
  - Psionics Handbook - サイオニクス（超能力者）のクラスを追加
  - Deities and Demigods - D&D世界の神格の解説
  - Epic Level Handbook - 超高レベル用のルールブック
- 第3.5版
  - プレイヤーズ・ハンドブックII/Players Handbook II - PHBのルールを拡張
  - ダンジョンマスターズガイドII/Dungeon Masters Guide II - DMGのルールを拡張
  - モンスターマニュアルIII/Monster Manual III - 追加モンスター
  - Monster Manual IV - 追加モンスター
  - Monster Manual V - 追加モンスター
  - Planar Handbook - 次元界の書(Manual of the Planes)の3.5版アップデート
  - サイオニクス・ハンドブック/Expanded Psionics Handbook - Psionics Handbookの3.5版アップデート
  - 呪文大辞典/Spell Compendium - 今までのD&D3版/3.5版の関連製品に載っていた呪文データのみを再録し追加
  - Magic Item Compendium - 今までのD&D3版/3.5版の関連製品に載っていたマジックアイテムデータのみを再録し追加
  - Rules Compendium - 今までのD&D3版/3.5版の関連製品に載っていたルール部分のみを再録し追加
  - Unearthed Arcana - 選択ルール集。

### クラス・サポート・ブック
特定のクラス、もしくは特定の戦闘スタイルを得意とするキャラクターを強化するためサプリメント。上級クラスの記述が豊富。
- 第3版
  - Sword and Fist: A Guidebook to Fighters and Monk - ファイターとモンクの追加データ
  - Defenders of the Faith: A Guidebook to Clerics and Paladins - クレリックとパラディンの追加データ
  - Tome and Blood: A Guidebook to Wizards and Sorcerers - ウィザードとソーサラークの追加データ
  - Song and Silence: A Guidebook to Bards and Rogues - バードとローグの追加データ
  - Masters of the Wild: A Guidebook to Barbarians, Druids, and Rangers - バーバリアン、ドルイド、レンジャーの追加データ
- 第3.5版
  - 戦士大全/Complete Warrior - 戦士系キャラクターを強化
  - 信仰大全/Complete Divine - 信仰系キャラクターを強化
  - 秘術大全/Complete Arcane - 秘術系キャラクターを強化
  - 冒険者大全/Complete Adventurer - バード、ローグなどの探索系キャラクターを強化
  - Complete Psionic - サイオニック（超能力者）系キャラクターを強化
  - 魔道師大全/Complete Mage - 秘術系キャラクターを強化
  - 無頼大全/Complete Scoundrel - アウトロー系キャラクターを強化
  - 勇者大全/Complete Champion - 信仰系キャラクターをさらに強化

### アクセサリ
- 第3版
  - キャラクター作成ガイド/Hero Builder's Guidebook
  - 武器･装備ガイド/Arms and Equipment Guide - 武器やアイテムの追加データ
  - 挑戦の書～ダンジョンの部屋、パズル、罠/Book of Challenges: Dungeon Rooms, Puzzles, and Traps  - ダンジョンの罠のデータなどを掲載。DM向き。
  - 不浄なる暗黒の書/Book of Vile Darkness - アライメントが「邪悪」の存在に関する資料
  - D&D Gazetteer
  - Enemies & Allies
  - Stronghold Builder's Guide
  - Savage Species:Playing Monstrous Heroes
  - Fiend Folio
  - Ghostwalk Campaign Option
  - Oriental Adventures
  - Dragonlance Campaign Setting
  - D&D Map Folio 1
  - D&D Map Folio 2
  - Map Folio 3-D
  - 30 Years of Adventure: A Celebration of Dungeons & Dragons
- 第3.5版
  - 高貴なる行ないの書/Book of Exalted Deeds - アライメントが「善」の存在に関する資料
  - Lord of Madness
  - 竜の書: ドラコノミコン/Draconomicon
  - Libris Mortis: Book of the Undead
  - 魔物の書I: 奈落の軍勢/Fiendish Codex I: Hords of the Abyss - デーモン(「混沌にして邪悪」の悪魔）についての資料
  - 魔物の書II: 九層地獄の支配者/Fiendish Codex II: Tyrants of the Nine Hells - デヴィル(「秩序にして邪悪」の悪魔）についての資料
  - Frostburn
  - Sandstorm
  - Stormwrack
  - Cityscape
  - Dungeonscape
  - 石の種族/Races of Stone - ドワーフとノームのキャラクターを強化
  - 宿命の種族/Races of Destiny - ハーフエルフ、ハーフオークのキャラクターを強化
  - 自然の種族/Races of the Wild - エルフとハーフリングのキャラクターを強化
  - Races of the Dragon
  - Tome of Magic: Pact, Shadow, and Truename Magic
  - Tome of Battle: the Book of Nine Swords
  - Dragon Magic
  - Weapons of Legacy

### 冒険シナリオシリーズ
- 第3版 - 以下の8本はキャンペーンシナリオとして接続可能
  1. 地底の城砦/The Sunless Citadel
  2. 秘密の工房/The Forge of Fury
  3. 夢でささやく者/The Speaker in Dreams
  4. 環状列石の謎/The Standing Stone
  5. 夜牙塔の心臓/Heart of Nightfang Spire
  6. 現れた地下都市/Deep Horizon
  7. 鋼鉄城の主/Lord of the Iron Fortress
  8. 迷える魂を喰らう者/Bastion of Broken Souls
- 第3.5版
  - 赤い手は滅びのしるし/Red Hand of Doom - 全5章からなる一大戦記キャンペーンシナリオ
  - 鬼哭き穴に潜む罠/Scourge of the Howling Horde - 初心者向きシナリオ
  - 大帝王の墳墓/Barrow of the Forgotten King-- 三部作シナリオの第一部
  - 暗黒洞の尖塔/The Sinister Spire - 三部作シナリオの第二部
  - 蛇人間の城塞/Fortress of the Yuan-ti - 三部作シナリオの第三部

### グレイホーク関連
- 第3版
  - グレイホーク・ワールドガイド/Living Greyhawk Gazetteer
  - 冒険シナリオ 邪悪寺院、再び/Return to the Temple of Elemental Evil - 超広大なダンジョンを探索するシナリオ

### フォーゴトン・レルム関連
- 第3版
  - フォーゴトン・レルムワールドガイド/Forgotten Realms Campaign Setting
  - フェイルーンのモンスター/Monster Compendium: Monsters of Faeru^n
  - フェルイーンの魔法/Magic of Faeru^n
  - Lords of Darkness
  - Into the Dragon's Lair
  - Pool of Radiance: Attack on Myth Drannor
  - Faiths & Pantheons
  - Silver Marches
  - City of the Spider Queen
  - Races of Faeru^n
  - Unapproachable East (Forgotten Realms Accessories)
  - Forgotten Realms Dungeon Master's Screen
- 第3.5版
  - フェイルーン・プレイヤーズ・ガイド/Player's Guide to Faeru^n
  - アンダーダーク/Underdark
  - ウォーターディープ/Water Deep
  - フォーゴトン・レルム年代記/The Grand History of the Realms
  - Serpent Kingdoms
  - Shining South
  - Lost Empires of Faeru^n

### エベロン関連
- 第3.5版
  - エベロン・ワールドガイド/Eberron Campaign Setting
  - エベロン・プレイヤーズ・ガイド/Player's Guide to Eberron
  - ゼンドリックの秘密/Secrets of Xen'drik
  - ドラゴンマーク/Dragonmarked
  - シャーン: 塔の街/Sharn: City of Towers
  - 五つ国：ファイヴ・ネイションズ/Five Nations
  - Races of Eberron
  - Faith of Eberron

#### エベロン・シナリオシリーズ
- 第3.5版
  - 最終戦争の影/Shadows of the Last War
  - 魔剣の囁き/Whispers of the Vampire's Blade
  - 翡翠の鉤爪/Glasp of Emerald Claw

### ディアブロ2関連
- 第3版
  - Diablo II: Diablerie
  - Diablo II: To Hell and Back

### 日本で販売されたd20システム関連
- コール・オブ・クトゥルフ d20
- d20ファイティングファンタジー
- d20モダン/d20 Modern
- d20サイバースケープ/d20 Cyberscape

#### 日本オリジナル
- 君が作る街、トーチ・ポート
- Seven tales of Adventures
- A Seven-game Match
- メタルヘッド Frontier 2150／d20 エディション

### 解説本
- 月曜日は魔法使い（HJ文庫G）

### リプレイ（日本オリジナル）
- 「目指せヒーロー！ 英雄候補生」渡辺ヒロシ（『GAMEぎゃざ』掲載）
- 「運命の宴」渡辺ヒロシ（『GAMEぎゃざ』掲載）
- 「大地の冒険者たち」関根博寿（『GAMEぎゃざ』掲載）
- 「若獅子の戦賦」柳田真坂樹（『キャラの!』掲載、後にホビージャパンHJ文庫G収録）
- 「若獅子の戦賦 監獄島編」柳田真坂樹（『キャラの!』掲載、後にホビージャパンHJ文庫G収録）
- 「若獅子の戦賦 雷鳴山編」柳田真坂樹（『キャラの!』掲載、後にホビージャパンHJ文庫G収録）
- 「Secret Struggles In Sharn」岡和田晃（『Role&Roll Extra Lead&Read Vol.1』掲載）
- 「In Search Of The Draconic Prophecy」岡和田晃（『Role&Roll Extra Lead&Read Vol.3』掲載）
- 「Champions Beyond The Planes」岡和田晃（『Role&Roll Extra Lead&Read Vol.5』掲載）